# Piezoresistivitet
Piezoresistivitet (från piezo "trycka, pressa" och resistans), är en egenskap hos vissa material att när de deformeras kraftigt förändra sin resistivitet. 
Alla typer av ledare förändrar sin resistans då de utsätts för mekanisk påverkan. Exempelvis kommer en koppartråds resistans att öka då de sträcks av den enkla anledningen att tvärsnittsarean (ledarens diameter) minskar när tråden blir längre, eftersom volymen är konstant. För de flesta metalliska material ökar resistansen med en faktor av ungefär 2 vid måttlig töjning, det vill säga töjer man ut tråden 1 % ökar resistansen ungefär 2 %. Detta kan direkt härledas ur sambandet mellan volym, längd och tvärsnittsarea. Detta faktum utnyttjas bland annat i trådtöjningsgivare.
För piezoresistiva material är resistansändringen vid uttöjning/hoppressning betydligt större än 2 (100 eller mer är inte ovanligt. Även negativa faktorer förekommer.) och beror på helt andra faktorer än förändringar i längd och tvärsnittsarea. De flesta piezoresistiva material är halvledare. Halvledarmaterial har en egenskap som kallas energibandgap (se halvledare). Egentligen har alla material denna egenskap, men den är knappt märkbar för goda ledare som metaller. För piezoresistiva halvledarmaterial, till exempel kisel, varierar detta bandgap kraftigt med uttöjningen/hoppressningen av materialet vilket gör att resistansen i materialet ändras mycket. Även denna effekt utnyttjas i töjningsgivare, som blir mycket känsligare än vanliga trådtöjningsgivare av metall.